# مدال افتخار جزیره الیس
مدال افتخار جزیره الیس مدالهایی است که در جزیره تاریخی الیس به گروهی از شهروندان آمریکا تعلق می‌گیرد که دست‌آوردها و خدماتشان به آمریکا دلیلی برای بزرگداشتشان با اهدای این مدالهاست. بنیان اهدای این مدالها از سال ۱۹۸۶ گذاشته شد و توسط کنگره آمریکا به رسمیت شناخته شد. مراسم اهدای مدالهای افتخار هر ساله در ماه مه برگزار می‌شود.
ایرانی آمریکایی‌ها نیز شایسته دریافت این مدال شده‌اند.

## مدال آوران ایرانی
1. حمید مقدم ۲۰۱۳[۳]
2. گلی عامری ۲۰۰۸[۴][۵]
3. شهره آغداشلو[۴]
4. فرهاد عظیما[۴]
5. شیرین اتابکی۲۰۱۵[۶][۴]
6. کامران وفا ۲۰۱۷[۷]
7. عباس اردهالی۲۰۱۷[۸][۹]
8. آزیتا راجی۲۰۱۷[۹]
9. هرمز عامری[۹]۲۰۱۷
10. شاهین تجارتی ۲۰۱۷[۹][۱۰]
11. اندی مددیان ۲۰۱۷[۹]
12. محمد فرزانه ۲۰۱۷[۹][۱۰]
13. حسین اسلامبولچی[۹]۲۰۱۷
14. مگی سلیمانی ۲۰۱۷[۹][۱۰]
15. مهوش یزدی ۲۰۰۷[۱۱][۱۲]
16. هما سرشار۲۰۱۳[۱۳][۱۴]
17. پردیس ثابتی ۲۰۱۳[۱۵]
18. فرح مجیدزاده ۲۰۰۲[۱۶]
19. فاشا مهجور ۲۰۱۳[۱۷]
20. نوشین ملک‌زاد ۲۰۰۹[۱۸]
21. کاوه علیزاده ۲۰۰۹[۱۹]
22. سیروس امیرمکری[۲۰]
23. انوشه انصاری[۲۱]
24. مایکل انصاری[۲۲]
25. هوشنگ انصاری ۲۰۰۳[۲۳]
26. حمید بیگلری ۲۰۰۹[۲۴]
27. علی ابراهیمی ۲۰۰۶[۲۵]
28. همایون فیروزتاش ۲۰۰۵[۲۶]
29. وارتان گرگوریان ۱۹۸۹[۲۷]
30. نوشین هاشمی ۲۰۱۳[۲۸][۲۹]
31. فروغ حسینی ۲۰۰۹[۳۰]
32. موری حسینی ۲۰۰۶[۳۱]
33. ناصر کاظمینی ۱۹۹۵[۳۲]
34. لعیا خواجوی ۲۰۰۸[۳۳]
35. داریوش خالدی ۲۰۰۸[۳۴]
36. پریسا خسروی۲۰۰۸[۳۵][۳۶][۳۷]
37. بیژن کیان ۲۰۰۹[۳۸][۳۹]
38. اکبر لاری ۲۰۰۳[۴۰]
39. وحید مجیدی ۲۰۱۰[۴۱]
40. فریبرز مسیح ۲۰۰۶[۴۲]
41. محسن معظمی[۴۳]
42. آوید مجتبائی ۲۰۰۸[۴۴]
43. رضا مؤمنی ۲۰۰۹[۴۵]
44. شرمین مصور رحمانی ۲۰۰۷[۴۶]
45. یاسمین معتمدی[۴۷]
46. فیروز نادری ۲۰۰۵[۴۸]
47. فریدون ناظم ۲۰۰۷[۴۶]
48. فرد پزشکان[۴۹]
49. علی صابریون ۲۰۰۷[۴۶]
50. فریار شیرزاد[۵۰]
51. حسین شکوه امیری ۲۰۰۶[۵۱]
52. موریس شیرازپور ۲۰۰۵[۵۲]
53. ترانه سهراب[۵۳]
54. محمد یحیوی ۲۰۱۰[۵۴]
55. اف فرانسیس نجفی ۲۰۱۱[۵۵]
56. ولی نصر ۲۰۱۱[۵۶]
57. یونس نظریان ۲۰۱۱[۵۷]
58. علی رازی ۲۰۱۱[۵۸]
59. کامران الهیان ۲۰۱۶[۵۹]
60. احسان یارشاطر ۲۰۱۵[۶۰]
61. فرح پهلوی ۲۰۲۳[۶۱]